# Contoderopsis aurivillii
Contoderopsis aurivillii är en skalbaggsart som beskrevs av Stefan von Breuning 1956. Contoderopsis aurivillii ingår i släktet Contoderopsis och familjen långhorningar.
Artens utbredningsområde är Filippinerna. Inga underarter finns listade i Catalogue of Life.